# Coupe d'Asie de l'Est de football 2013
Navigation
Japon 2010 Chine 2015
La Coupe d'Asie de l'Est de football 2013 est la 5e édition de la compétition de football opposant les équipes des pays et territoires situés en Asie de l'Est. Elle est organisée par la Fédération de football d'Asie de l'Est (EAFF).
Comme pour les éditions précédentes, les équipes nationales de Chine, de Corée du Sud et du Japon sont automatiquement qualifiées pour la phase finale.
Le premier tour voit s'affronter Macao, Guam et les Îles Mariannes du Nord. Le vainqueur de ce premier tour rejoint Hong Kong, Taïwan, la Corée du Nord ainsi que l'équipe d'Australie (invitée par l'EAFF) au deuxième tour dont le vainqueur obtient son billet pour la phase finale à 4, organisée cette année en Corée du Sud. La phase finale est disputée dans un championnat à quatre, chaque équipe affrontant une seule fois les trois autres. L'équipe qui a le plus de points au classement remporte le trophée.
La sélection de Mongolie, habituellement participante de ce tournoi, ne peut s'engager pour cette édition car elle est suspendue jusqu'en mars 2014.
Le Japon remporte le tournoi avec 7 points devant la Chine (5 points). C'est le premier sacre du Japon dans cette compétition.

## Équipes participantes
- Engagées au premier tour :
  -  Guam - Pays organisateur
  -  Îles Mariannes du Nord
  -  Macao
- Entrent au deuxième tour :
  -  Hong Kong - Pays organisateur
  -  Corée du Nord
  -  Taipei chinois
  -  Australie - Invitée
- Entrent directement en phase finale :
  -  Corée du Sud - Pays organisateur
  -  Japon
  -  Chine

## Premier tour
Les 3 sélections participant au premier tour de qualification sont regroupées au sein d'un groupe où chacun joue une fois contre tous ses adversaires. Le premier tour est disputé à Yona, sur l'île de Guam.
|   | Équipe                 | Pts | J | G | N | P | BP | BC | Diff |
| - | ---------------------- | --- | - | - | - | - | -- | -- | ---- |
| 1 | Guam                   | 6   | 2 | 2 | 0 | 0 | 6  | 1  | +5   |
| 2 | Macao                  | 3   | 2 | 1 | 0 | 1 | 5  | 4  | +1   |
| 3 | Îles Mariannes du Nord | 0   | 2 | 0 | 0 | 2 | 2  | 8  | -6   |

| 18 juillet | Guam  | 3 | 1 | Îles Mariannes du Nord |
| 20 juillet | Macao | 5 | 1 | Îles Mariannes du Nord |
| 22 juillet | Guam  | 3 | 0 | Macao                  |

- Guam se qualifie pour le deuxième tour.

## Deuxième tour
Guam rejoint les quatre équipes qualifiées d'office pour le deuxième tour : Taïwan, Hong Kong, l'Australie et la Corée du Nord. Les 5 sélections sont regroupées au sein d'un groupe où chacun joue une fois contre tous ses adversaires. Le deuxième tour est disputé à Hong Kong du 1er au 9 décembre 2012.
|   | Équipe         | Pts | J | G | N | P | BP | BC | Diff |
| - | -------------- | --- | - | - | - | - | -- | -- | ---- |
| 1 | Australie      | 10  | 4 | 3 | 1 | 0 | 19 | 1  | +18  |
| 2 | Corée du Nord  | 10  | 4 | 3 | 1 | 0 | 16 | 2  | +14  |
| 3 | Hong Kong      | 6   | 4 | 2 | 0 | 2 | 4  | 6  | -2   |
| 4 | Taipei chinois | 1   | 4 | 0 | 1 | 3 | 2  | 17 | -15  |
| 5 | Guam           | 1   | 4 | 0 | 1 | 3 | 2  | 17 | -15  |

| 1er décembre | Hong Kong      | 2 | 1 | Guam           |
|              | Corée du Nord  | 6 | 1 | Taipei chinois |
| 3 décembre   | Corée du Nord  | 5 | 0 | Guam           |
|              | Australie      | 1 | 0 | Hong Kong      |
| 5 décembre   | Taipei chinois | 1 | 1 | Guam           |
|              | Australie      | 1 | 1 | Corée du Nord  |
| 7 décembre   | Australie      | 9 | 0 | Guam           |
|              | Hong Kong      | 2 | 0 | Taipei chinois |
| 9 décembre   | Corée du Nord  | 4 | 0 | Hong Kong      |
|              | Australie      | 8 | 0 | Taipei chinois |

## Phase finale
L'Australie rejoint les trois équipes qualifiées d'office pour la phase finale, le Japon, la Corée du Sud et la Chine, tenante du titre. Les 4 sélections sont regroupées au sein d'un groupe où chacun joue une fois contre tous ses adversaires. La phase finale est disputée à Séoul, en Corée du Sud en juillet 2013.
|   | Équipe       | Pts | J | G | N | P | BP | BC | Diff |
| - | ------------ | --- | - | - | - | - | -- | -- | ---- |
| 1 | Japon        | 7   | 3 | 2 | 1 | 0 | 8  | 6  | +2   |
| 2 | Chine        | 5   | 3 | 1 | 2 | 0 | 7  | 6  | +1   |
| 3 | Corée du Sud | 2   | 3 | 0 | 2 | 1 | 1  | 2  | -1   |
| 4 | Australie    | 1   | 3 | 0 | 1 | 2 | 5  | 7  | -2   |

| 20 juillet 2012 | Australie    | 0 | 0 | Corée du Sud |
| 21 juillet 2013 | Japon        | 3 | 3 | Chine        |
| 24 juillet 2013 | Corée du Sud | 0 | 0 | Chine        |
| 25 juillet 2013 | Japon        | 3 | 2 | Australie    |
| 28 juillet 2013 | Chine        | 4 | 3 | Australie    |
|                 | Japon        | 2 | 1 | Corée du Sud |

| 20 juillet 2013 | Corée du Sud | 0 - 0 | Australie | Stade de Séoul, Séoul                             |                                                   |
| 19:00           |              |       |           | Spectateurs : 31 571 Arbitrage : Yuichi Nishimura | Spectateurs : 31 571 Arbitrage : Yuichi Nishimura |
| 19:00           | (Rapport)    |       |           | Spectateurs : 31 571 Arbitrage : Yuichi Nishimura | Spectateurs : 31 571 Arbitrage : Yuichi Nishimura |

| 21 juillet 2013 | Japon                                  | 3 - 3 | Chine                           | Stade de Séoul, Séoul                        |                                              |
| 21:00           | Kurihara 32e · Kakitani 59e · Kudo 60e |       | 4e 80e Wang Yongpo · 86e Sun Ke | Spectateurs : 3 500 Arbitrage : Ben Williams | Spectateurs : 3 500 Arbitrage : Ben Williams |
| 21:00           | (Rapport)                              |       |                                 | Spectateurs : 3 500 Arbitrage : Ben Williams | Spectateurs : 3 500 Arbitrage : Ben Williams |

| 24 juillet 2013 | Corée du Sud | 0 - 0 | Chine | Stade de Hwaseong, Hwaseong                         |                                                     |
| 20:00           |              |       |       | Spectateurs : 23 675 Arbitrage : Valentin Kovalenko | Spectateurs : 23 675 Arbitrage : Valentin Kovalenko |
| 20:00           | (Rapport)    |       |       | Spectateurs : 23 675 Arbitrage : Valentin Kovalenko | Spectateurs : 23 675 Arbitrage : Valentin Kovalenko |

| 25 juillet 2013 | Japon                     | 3 - 2 | Australie            | Stade de Hwaseong, Hwaseong             |                                         |
| 19:15           | Saito 26e · Osako 59e 79e |       | 76e Duke · 78e Jurić | Spectateurs : 1 458 Arbitrage : Tan Hai | Spectateurs : 1 458 Arbitrage : Tan Hai |
| 19:15           | (Rapport)                 |       |                      | Spectateurs : 1 458 Arbitrage : Tan Hai | Spectateurs : 1 458 Arbitrage : Tan Hai |

| 28 juillet 2013 | Australie                           | 3 - 4 | Chine                                               | Stade olympique, Séoul                             |                                                    |
| 17:15           | Mooy 30e · Taggart 89e · Duke 90+3e |       | 5e Yu Dabao · 56e Sun Ke · 87e Yang Xu · 88e Wu Lei | Spectateurs : 10 526 Arbitrage : Kim Dong-jin (en) | Spectateurs : 10 526 Arbitrage : Kim Dong-jin (en) |
| 17:15           | (Rapport)                           |       |                                                     | Spectateurs : 10 526 Arbitrage : Kim Dong-jin (en) | Spectateurs : 10 526 Arbitrage : Kim Dong-jin (en) |

| 28 juillet 2013 | Corée du Sud   | 1 - 2 | Japon              | Stade olympique, Séoul                        |                                               |
| 20:00           | Yun Il-lok 33e |       | 24e 90+1e Kakitani | Spectateurs : 47 258 Arbitrage : Ben Williams | Spectateurs : 47 258 Arbitrage : Ben Williams |
| 20:00           | (Rapport)      |       |                    | Spectateurs : 47 258 Arbitrage : Ben Williams | Spectateurs : 47 258 Arbitrage : Ben Williams |

| Coupe d'Asie de l'Est 2013 Vainqueur Japon 1er titre |